# Rubiol

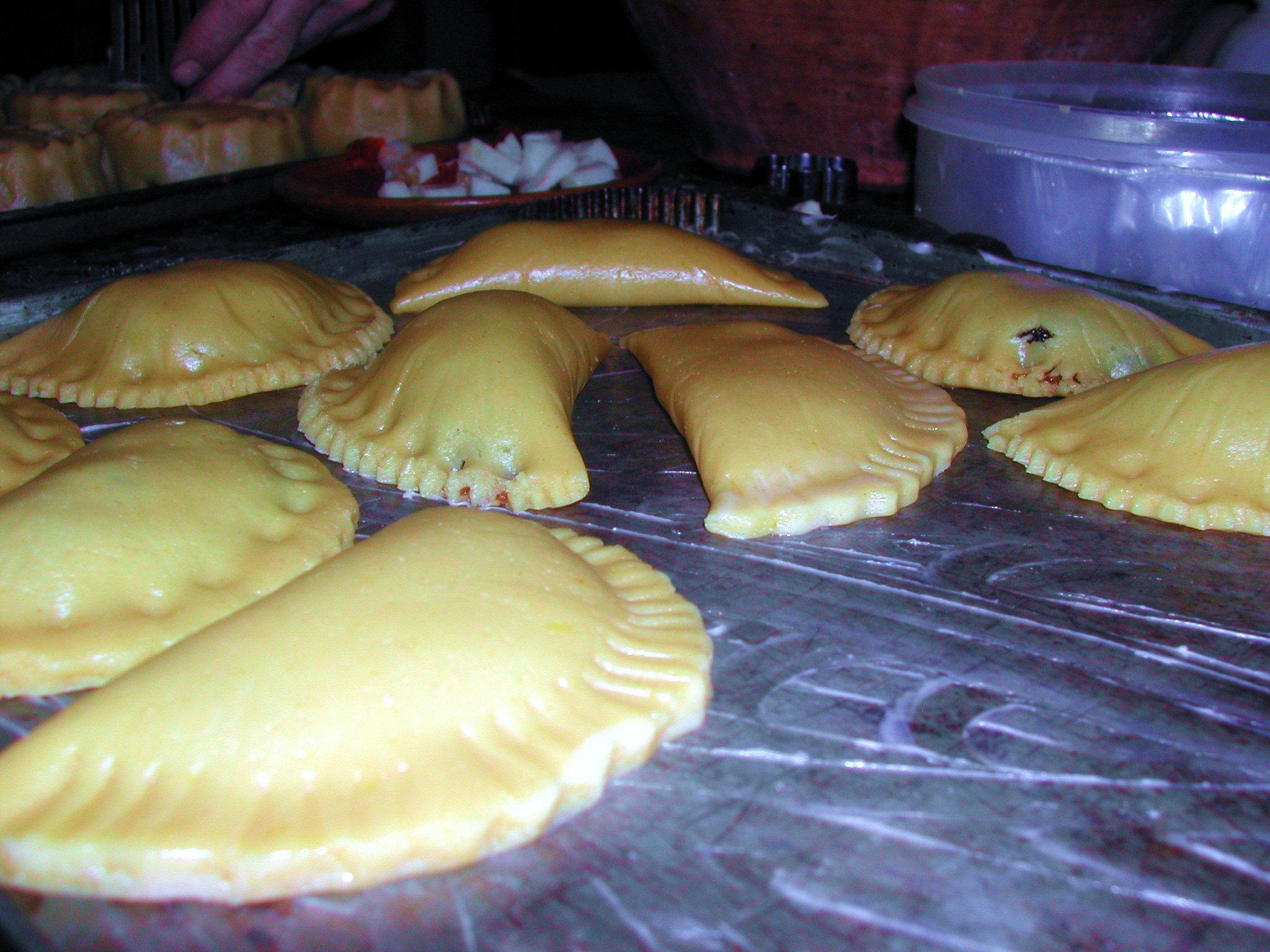
Rubiols en el horno.

El rubiol es una pasta dulce o salada, de origen medieval, típica de Mallorca y Menorca.
Consiste en una pieza fina de pasta de harina, mezclada con aceite, manteca y huevo, doblada en forma semicircular y rellena de requesón, mermelada u otros dulces. Es una comida típica de las fiestas de Pascua cristiana.
En su versión salada más típica, los rubiols de verduras, la pasta va rellena de espinacas, pasas y piñones, aunque en épocas más pobres sólo tenían espinacas. También los hay de sofrito y otros que llevan carne o pescado. Se sirven como aperitivo en las fiestas en general.